# Aeroportul Arorae Island
Aeroportul Arorae Island (IATA: AIS, ICAO: NGTR) este un aeroport din Gilbert Islands⁠(d), Kiribati ce deservește zona Arorae⁠(d). A fost numit după zona deservită.
Situat la o altitudine de 2 m, aeroportul dispune de o singură pistă.